# Muzeul Tiparului și al Cărții Vechi Românești
Muzeul Tiparului și al Cărții Vechi Românești este un muzeu județean din Târgoviște, amplasat în Str. Justiției nr. 7. 
Lângă poarta mare, folosită în timpul domniei lui Constantin Brâncoveanu, pe latura de sud-est a Curții Domnești, foarte aproape de biserica Sfânta Vineri, se află Muzeul Tiparului și al Cărții Vechi Românești, găzduit în Casa Aramă. Clădirea a fost reconstruită din temelii, pe locul unde odinioară se afla o casă egumenească, la care au trudit călugării de la Mănăstirea Dealu în anul 1802, când un puternic cutremur afectează chiliile acestui lăcaș de cult. 
La începutul secolului al XX-lea, casa a fost folosită ca internat școlar particular, local al poliției orașului, iar în perioada Primului Război Mondial a fost sediu al comandamentului german. Din vechea casă, se mai păstrează acum doar două ziduri de interior. Compusă din pivniță, parter și etaj, accesul la etaj făcându-se printr-o scară exterioară din lemn care te conduce într-un cerdac de unde poți admira monumentele Curții Domnești, Casa Aramă este un exemplu de valoare al construcțiilor tradiționale din zonă.  
La parterul clădirii, a fost amenajat Muzeul Tiparului și al Cărții Vechi Românești, ce adăpostește mărturii ale civilizației unui popor, exprimată printrunul din cele mai profitabile meșteșuguri - tiparul. Circuitul expoziției începe cu prezentarea primelor forme și suporturi de scriere și continuă cu momentul inventării tiparului cu litere mobile și răspândirea lui în Europa. 
Introducerea tiparului în Țara Românească este marcată prin tipăriturile în limba slavonă ale lui Macarie: Liturghier (1508), Octoih (1510) și Evangheliar (1512), realizate la Târgoviște, vatra tipăriturilor din Țara Românească. De aici, mai târziu, va porni Coresi, cel care va sădi în mintea oamenilor ideea că și în limba română se poate citi cuvântul Domnului și a cărui activitate tipografică desfășurată atât la Târgoviște, cât și la Brașov este ilustrată în expoziție (Triod Penticostar - 1578, Evangheliar slavonesc -1579, Evangheliar român - 1561). 
Impunerea limbii române în tipărituri este evidențiată prin cărțile scoase de sub presă în secolul al XVII-lea, atât în Țara Românească (Evanghelia învățătoare, Pravila de la Govora, Îndreptarea legii), cât și în Moldova (Cazania lui Varlaam, Psaltirea în versuri a lui Dosoftei) și Transilvania (Noul Testament de la Bălgrad). Apariția cărții laice este ilustrată prin tipăriturile realizate de Antim Ivireanul în secolul al XVIII-lea, la Târgoviște, București, Buzău și Râmnic (Panoplia dogmatică, Alixăndria, Pilde filosofești), prin manuscrisele și tipăriturile domnitorului moldovean Dimitrie Cantemir (Istoria Imperiului Otoman, Descrierea Moldovei, Hronicul vechimei româno-moldo-vlahilor) și prin istoriile, gramaticile, calendarele de munci agricole și dicționarele editate de reprezentanții Școlii Ardelene. 
Scrierile didactice și de literatură beletristică în ediții princeps din secolul al XIX-lea ale lui Constantin Negruzzi, Vasile Alecsandri, Alexandru Pelimon și Dimitrie Bolintineanu etalate în expoziție marchează momentul renunțării la alfabetul chirilic și al adoptării celui latin. Circuitul muzeului se încheie cu prezentarea primelor trei publicații cu caracter regulat: Curierul Românesc (1829), editat de Ion Heliade Rădulescu, Albina Românească (1829), a lui Gheorghe Asachi, și Gazeta de Transilvania, tipărită de George Barițiu.  Un interes deosebit din partea vizitatorilor îl stârnesc și celelalte obiecte expuse în muzeu: ornamentele tipografice, inelele sigiliare, xilogravurile, valoroasele legături de carte și tiparnița din secolul al XVIII-lea, piesa de rezistență a expoziției.
Clădirea muzeului este declarată monument istoric, având codul DB-II-m-A-17273.